# Anthrobia
Genre
Synonymes
- Tapinotorquis Dupérré & Paquin, 2007

Anthrobia est un genre d'araignées aranéomorphes de la famille des Linyphiidae.

## Distribution
Les espèces de ce genre se rencontrent aux États-Unis et au Canada.

## Liste des espèces
Selon World Spider Catalog (version 22.5, 01/12/2021) :
- Anthrobia acuminata (Emerton, 1913)
- Anthrobia coylei Miller, 2005
- Anthrobia monmouthia Tellkampf, 1844
- Anthrobia whiteleyae Miller, 2005
- Anthrobia yamaskensis (Dupérré & Paquin, 2007)

## Publication originale
- Tellkampf, 1844 : « Beschreibung einiger neuer in der Mammuth-Höhle in Kentucky aufgefundener Gattungen von Gliedertieren. » Archiv für Naturgeschichte, vol. 10, p. 318-322.